# Klippspolsnäcka
Klippspolsnäcka (Balea perversa) är en snäckart som först beskrevs av Carl von Linné 1758.  Klippspolsnäcka ingår i släktet Balea, och familjen spolsnäckor. Arten är reproducerande i Sverige.

## Bildgalleri

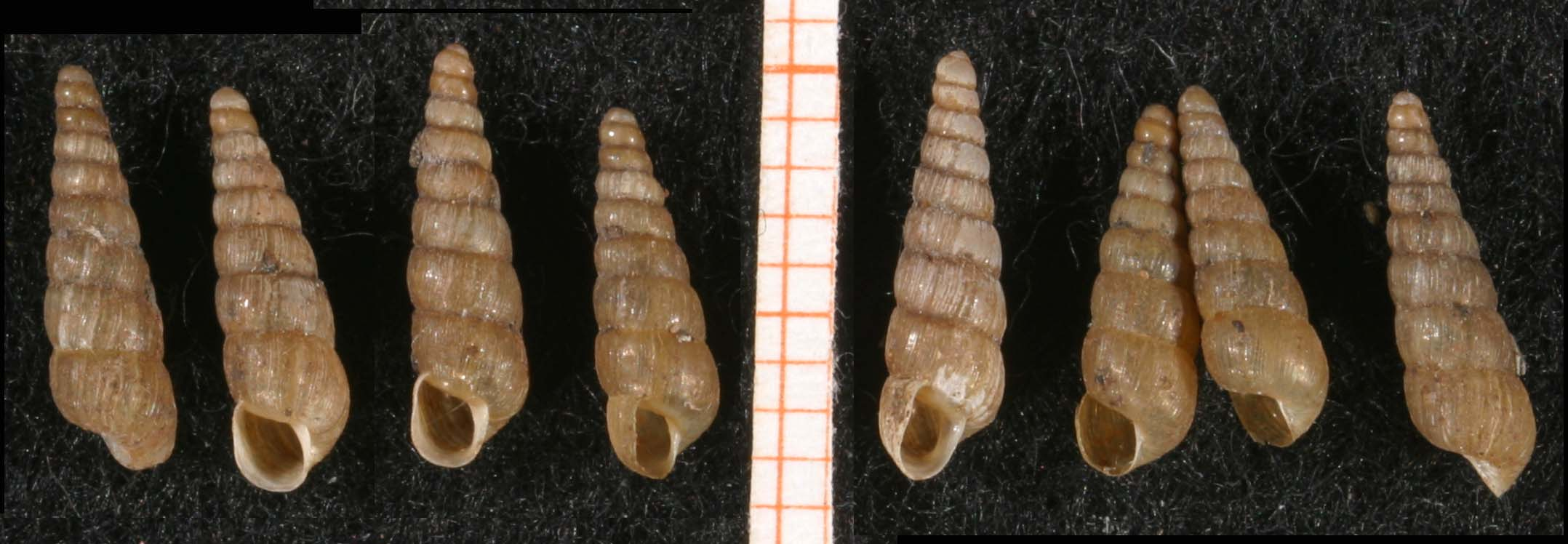